# 딘 비아스치
딘 비아스치(Dean Biasucci, 1962년 7월 25일 ~ )는 미국의 배우이다.
나이아가라폴스에서 태어났다.

## 영화
- 러스틴 (2001년)
- 매디슨 (2001년)
- 데블 스네이크 (2001년)
- 팔콘 다운 (2000년)